# Ljósvetninga saga
La Ljósvetninga saga (che in italiano significa Saga degli uomini di Ljósavatn) è una saga degli Islandesi scritta in norreno in Islanda intorno al XIII-XIV secolo; ci è pervenuta in tre versioni differenti. L'editore moderno della Ljósvetninga saga la cui versione è presa da tutti convenzionalmente come standard è l'Íslenzk Fornrít.